# Fronton (Texas)
Fronton és una concentració de població designada pel cens dels Estats Units a l'estat de Texas. Segons el cens del 2000 tenia 599 habitants.

## Demografia
Segons el cens del 2000, Fronton tenia 599 habitants, 176 habitatges, i 152 famílies. La densitat de població era de 53,7 habitants per km².
Dels 176 habitatges en un 51,1% hi vivien nens de menys de 18 anys, en un 60,8% hi vivien parelles casades, en un 19,9% dones solteres, i en un 13,1% no eren unitats familiars. En el 13,1% dels habitatges hi vivien persones soles el 5,1% de les quals corresponia a persones de 65 anys o més que vivien soles. El nombre mitjà de persones vivint en cada habitatge era de 3,4 i el nombre mitjà de persones que vivien en cada família era de 3,76.
Per edats la població es repartia de la següent manera: un 35,4% tenia menys de 18 anys, un 11,5% entre 18 i 24, un 26% entre 25 i 44, un 19,2% de 45 a 60 i un 7,8% 65 anys o més.
L'edat mediana era de 27 anys. Per cada 100 dones de 18 o més anys hi havia 87 homes.
La renda mediana per habitatge era de 15.556 $ i la renda mediana per família de 15.556 $. Els homes tenien una renda mediana de 22.396 $ mentre que les dones 13.947 $. La renda per capita de la població era de 6.642 $. Aproximadament el 47,6% de les famílies i el 38,2% de la població estaven per davall del llindar de pobresa.

## Poblacions més properes
El següent diagrama mostra les poblacions més properes.